# Sacerdos Liberi
Sacerdos Liberi eller sacerdos Liberi publica var ett prästämbete vid kulten av Liber i Rom. 
Ämbetet är ofullständigt beskrivet. Det nämns av både Varro och Ovidius.
Varro beskrev hur Libers prästinnor bestod av gamla kvinnor, som krönta med en krans av murgröna sålde kakor under Libers festival Liberalia den 17 mars, när unga män i en rituell mognadsritual lade av toga praetexta och antog toga virilis. Kakorna var troligen Libers offerkakor, liba, som bestod av honungskakor. 
En inskription bekräftar dem i Aquinium första århundradet f.Kr. 